# 弗兰克·格拉斯
弗兰克·J·格拉斯（Frank J. Grass，1951年5月19日—），美国陆军上将，现为第27届国民警卫局局长，同时也是该职位首次进入参谋长联席会议。在该职位上，他作为总统、国防部长、国家安全委员会的军事顾问，也是国防部与各州及州长关于国民警卫队官方沟通的负责人。作为国民警卫局局长，他负责超过47万陆军和空军国民警卫队人员，保持训练和战备，以保证随时保护家园，并为陆军和空军提供的作战资源。
此前，格拉斯在科罗拉多州彼得森空军基地服役，担任美国北方司令部副司令，北美防空防天司令部（USELEMNORAD）美方副司令。
格拉斯1969年10月加入密苏里州陆军国民警卫队，后参加了密苏里州陆军国民卫队军事学院候补军官学校，并于1981年被委任为军官，在工程兵兵团服役。作为一个传统的国民警卫队战士，他有丰富的指挥和参谋工作经历，在现役、警卫队和预备役都有任职经历。他的第一个将官职务是陆军国民警卫队副主任。

## 教育
- 1975年，密苏里州，圣路易斯，圣路易社区学院，获环保科技专科学位
- 1985年，明尼苏达州，圣保罗市，大都会州立大学，文科理学士
- 1997年，密苏里州，普林菲尔德，密苏里州立大学，获资源规划理学硕士
- 2000年，国家战争学院，获国家安全战略理学硕士
- 2006年，华盛顿特区，国防大学，拱顶石将官课程[2]

## 履历表
1. 1981年9月－1981年10月，密苏里州，福斯特斯，第220工兵连，第1分队，排长
2. 1981年10月－1982年2月，弗吉尼亚州，贝尔沃堡，工兵军官基础课程，学员
3. 1982年2月－1984年1月，明尼苏达州，圣保罗市，圣保罗区，美国陆军工程兵团，项目官
4. 1984年1月－1984年11月，华盛顿州，刘易斯堡，第9步兵师，第15工兵营，D连，排长
5. 1984年11月－1985年5月，该连，主任参谋
6. 1985年5月－1986年1月，该营，营电机官
7. 1986年1月－1986年2月，密苏里州，圣路易斯，美国陆军预备役控制大队，未分配
8. 1986年2月－1986年7月，密苏里州，杰斐逊兵营，第880工兵营，后勤参谋
9. 1986年7月－1988年7月，密苏里州，福斯特斯，第220工程连，连长
10. 1988年7月－1988年7月，密苏里州，杰斐逊兵营，第35工兵旅，土木工程师
11. 1988年7月－1991年7月，密苏里州，斯普林菲尔德，密苏里州立大学，军事科学助理教授
12. 1991年7月－1992年6月，堪萨斯州，萊文沃思堡，指挥和参谋军官课程，学员
13. 1992年6月－1994年7月，巴拿马，克莱顿堡，美国南方陆军总部，工程项目官
14. 1994年7月－1997年7月，弗吉尼亚州，阿林顿，陆军国民警卫队战备中心，训练科，训练组，组长
15. 1997年7月－1999年7月，密苏里州，乔普林，第203工兵营，营长
16. 1999年7月－2000年6月，华盛顿特区，国防大学，国家战争学院，学员
17. 2000年6月－2003年9月，弗吉尼亚州，阿林顿，陆军国民警卫队战备中心，作战处，处长
18. 2003年9月－2004年4月，该中心，陆军国民警卫队，作战参谋
19. 2004年4月－2006年5月，该部，副主任
20. 2006年5月－2008年9月，德国，斯图加特，美国欧洲司令部，动员和预备役事务主任
21. 2008年9月－2010年9月，科罗拉多州，彼得森空军基地，美国北方司令部，作战总监
22. 2010年9月－2012年9月，该部，副司令
23. 2012年9月至今，华盛顿特区，国民警卫局，局长

## 功奖和徽章
| | 国防部杰出服役勋章         |
| Bronze oak leaf cluster | 国防部优异服役勋章 2次     |
| Width-44 crimson ribbon with a pair of width-2 white stripes on the edges                                                                                          | 功绩勋章                   |
| Bronze oak leaf cluster · Bronze oak leaf cluster · Bronze oak leaf cluster · Width-44 crimson ribbon with two width-8 white stripes at distance 4 from the edges. | 军功奖章 4次               |
| Bronze oak leaf cluster · Bronze oak leaf cluster · Bronze oak leaf cluster                                                                                        | 陆军嘉奖 4次               |
| | 陆军成就奖章 3次           |
| Silver oak leaf cluster · Bronze oak leaf cluster | 陆军预备役成就将在 7次     |
| Bronze star · Width=44 scarlet ribbon with a central width-4 golden yellow stripe, flanked by pairs of width-1 scarlet, white, Old Glory blue, and white stripes   | 国防服役奖章 2次           |
| | 反恐战争服役奖章           |
| | 武装部队服役奖章           |
| | 人道主意服役奖章           |
| | 武装部队预备役奖章 2次     |
| | 陆军士官职业发展勋表       |
| | 陆军服役勋表               |
| | 陆军海外服役勋表           |
| | 陆军预备役海外训练勋表 3次 |
| | 联合功绩集体 4次           |
| | 陆军优秀集体奖             |
| | 伞兵徽章                   |
| | 参谋长联席会议勤务识别章   |
| | 陆军参谋部勤务识别章       |

## 晋衔表
| 标志 | 军衔 | 日期          |
| ---- | ---- | ------------- |
|      | 上将 | 2012年9月7日  |
|      | 中将 | 2010年9月30日 |
|      | 少将 | 2006年6月22日 |
|      | 准将 | 2004年4月2日  |
|      | 上校 | 2000年5月31日 |
|      | 中校 | 1995年2月7日  |
|      | 少校 | 1990年8月4日  |
|      | 上尉 | 1985年7月1日  |
|      | 中尉 | 1983年4月19日 |
|      | 少尉 | 1981年9月12日 |